# 苗場町
苗場町（なえばちょう）は、愛知県瀬戸市水南連区の町名。丁番を持たない単独町名である。

## 地理
- 瀬戸市の西部に位置する[8]。西を北山町・山手町、北から東を西松山町、南を水南町と隣接している[8]。
- 北部は標高100m余、南向斜面の丘陵地[8]。松林の多い山林であったが、戦後に製陶・電機工場、スーパー、大手運送会社などが立地し、宅地化も進んだ[9]。

### 河川
桜川（瀬戸川支流） ： 町の西端、北山町との町境を南流している。
- 桜川（苗場町・北山町境）

### 学区
市立小・中学校に通う場合、学区は以下の通りとなる。また、公立高等学校普通科に通う場合の学区は以下の通りとなる。
| 町丁   | 番・番地等 | 小学校             | 中学校             | 高等学校 |
| ------ | ---------- | ------------------ | ------------------ | -------- |
| 苗場町 | 全域       | 瀬戸市立水南小学校 | 瀬戸市立南山中学校 | 尾張学区 |

## 歴史

### 町名の由来
町名設定の際、昔この地に県の苗場があったことから苗場町と名付けられたといわれる。

### 沿革
- 1957年（昭和32年）7月1日 - 瀬戸市大字中水野字横山の一部により、同市苗場町として成立[2]。

## 世帯数と人口
2024年（令和6年）1月1日現在の世帯数と人口は以下の通りである。
| 町丁   | 世帯数  | 人口    |
| ------ | ------- | ------- |
| 苗場町 | 973世帯 | 2,257人 |

### 人口の変遷
国勢調査による人口の推移
| 1995年（平成7年）  | 1,086人 | [ 13 ] |  |
| 2000年（平成12年） | 2,218人 | [ 14 ] |  |
| 2005年（平成17年） | 2,237人 | [ 15 ] |  |
| 2010年（平成22年） | 2,468人 | [ 16 ] |  |
| 2015年（平成27年） | 2,472人 | [ 17 ] |  |
| 2020年（令和2年）  | 2,322人 | [ 18 ] |  |

### 世帯数の変遷
国勢調査による世帯数の推移。
| 1995年（平成7年）  | 354世帯 | [ 13 ] |  |
| 2000年（平成12年） | 780世帯 | [ 14 ] |  |
| 2005年（平成17年） | 775世帯 | [ 15 ] |  |
| 2010年（平成22年） | 859世帯 | [ 16 ] |  |
| 2015年（平成27年） | 903世帯 | [ 17 ] |  |
| 2020年（令和2年）  | 909世帯 | [ 18 ] |  |

## 交通

### 鉄道
町内に鉄道は走っていない。最寄り駅は名鉄瀬戸線新瀬戸駅・水野駅、愛知環状鉄道・愛知環状鉄道線瀬戸市駅になる。

### バス
名鉄バス「水野循環線」
- 【20】【21】【22】【23】陶生病院 - 瀬戸市民公園 - 中水野駅 - 水野団地 - 新瀬戸駅 - 陶生病院 系統

名鉄バス「みずの坂線」
- 【25】【26】陶生病院 - 新瀬戸駅 - 水野団地 - 北みずの坂 - 瀬戸北総合高校前 - 中水野駅 系統

以上、2路線6系統共通 ： 苗場町バス停
- 苗場町バス停

### 道路
町内に国道・県道は通っていない。

## 施設
- 瀬戸市消防本部 瀬戸市消防署[8] ： 1972年（昭和47年）8月に竣工[19]。R・C造3階建で延床面積は1,622.52m2[20]。消防車や救急車等20台を有する[20]。
- アスク新瀬戸保育園 ： 2006年（平成18年）開園[21]。定員は120名[22]。株式会社日本保育サービスが運営している[22]。
- マリア幼稚園[8] ： 1968年（昭和43年）3月30日開園[23]。令和4年4月1日現在、年少83名・年中85名・年長89名の計257名の園児が通っている[24]。学校法人マリア学園が運営している[24]。
- カトリック瀬戸教会[8] ： 1959年（昭和34年）に名古屋教区の小教区として認定[25]。初代司祭は山田静儀師[25]。マリア幼稚園に併設されている[25]。
- 末日聖徒イエス・キリスト教会 瀬戸ワード ： 通称「モルモン教」の教会。2016年（平成28年）に春日井ワードを吸収合併している[26]。
- 苗場ちびっこ広場 ： 町の南部にある小さな公園。ブランコとコンビネーション遊具がある。
- 苗場町IIちびっこ広場 ： 町の中央部にある小さな公園。ブランコ・すべり台・鉄棒がある。

- 瀬戸市消防本部 瀬戸市消防署
- アスク新瀬戸保育園
- マリア幼稚園
- カトリック瀬戸教会
- 末日聖徒イエス・キリスト教会 瀬戸ワード
- 苗場ちびっこ広場
- 苗場町IIちびっこ広場

## その他

### 日本郵便
- 郵便番号 : 489-0983[6]（集配局：瀬戸郵便局[27]）。